# Martin Frobisher
Sir Martin Frobisher (Wakefield, 1535 o 1539 – Plymouth, 22 novembre 1594) è stato un corsaro inglese che ha compiuto tre viaggi nel Nuovo Mondo per cercare il passaggio a nord-ovest, tutti conclusi nel Nord-est del Canada, nei pressi di quella che oggi è Resolution Island e della baia di Frobisher.
Al suo secondo viaggio, Frobisher trovò ciò che presumeva essere un minerale contenente oro, e ne riportò in patria duecento tonnellate, dove una prima stima ne fissò il valore a cinque sterline la tonnellata. Incoraggiato, Frobisher fece ritorno in Canada con una flotta maggiore e prese a scavare numerose miniere attorno alla baia di Frobisher. Gli riuscì di estrarre 1 350 tonnellate di minerale da riportare indietro, dove dopo anni di tentativi di fusione si capì che quel carico e il precedente erano in realtà pressoché privi di valore.
Come corsaro inglese, invece, accumulò grandi ricchezze a spese delle navi francesi. Egli è stato successivamente nominato cavaliere per i suoi servigi alla Corona nel respingere l'Invincibile Armada nel 1588.

## Biografia

### Il primo viaggio alla ricerca del passaggio a nord-ovest
Già nel 1560 o 1561, Frobisher aveva preso la decisione di intraprendere un viaggio alla ricerca di un passaggio a nord-ovest che costituisse una nuova rotta per il commercio con India e Cina (all'epoca nota come Catai). Gli ci vollero quindici anni per mettere assieme i finanziamenti per il suo progetto. Nel 1576 Frobisher riuscì a persuadere la Russia Company, un consorzio mercantile inglese che aveva già precedentemente finanziato diverse spedizioni in cerca del passaggio a nord-ovest, ad appoggiare la sua.
Con l'aiuto di Michael Lock, il direttore della Russia Company, Frobisher fu in grado di racimolare fondi sufficienti per tre velieri: il Gabriel e il Michael di circa venti-venticinque tonnellate l'uno, e un piccolo vascello da dieci tonnellate, con un equipaggio di trentacinque uomini in totale.
Si mise all'ancora a Blackwall, e dopo aver ricevuto l'assenso della regina Elisabetta I d'Inghilterra a Greenwich, fece vela il 7 giugno 1576, verso le Isole Shetland.
Durante una tempesta, Frobisher e il suo equipaggio persero il vascello più piccolo, e furono anche costretti ad abbandonare il Michael, ma il 28 luglio dal Gabriel fu avvistata la costa del Labrador.
Alcuni giorni dopo raggiunsero l'insenatura della baia di Frobisher, e dal momento che i ghiacci e il vento ostacolavano il proseguimento a nord, Frobisher diede ordine di correggere la rotta a ovest (dove credeva di trovare un passaggio), per vedere "se per di là gli riusciva di sboccare in mare aperto, da dietro". Approdarono all'Isola di Baffin il 18 agosto 1576, dove la spedizione entrò in contatto con alcuni nativi.
Dopo essersi accordato con uno di questi affinché gli facesse da guida per una futura ricognizione della zona, Frobisher ordinò a cinque dei suoi uomini di riaccompagnarlo a terra su una scialuppa, raccomandando loro di evitare di avvicinarsi troppo ad altri nativi.
Con ogni probabilità, i marinai disattesero l'ordine e furono catturati e fatti prigionieri dagli Inuit. Dopo giorni di ricerche Frobisher non li aveva ancora intercettati, e alla fine prese in ostaggio l'uomo con cui aveva preso accordi, per vedere se gli fosse stato possibile negoziare uno scambio coi marinai scomparsi. Il tentativo si rivelò vano; dei cinque membri dell'equipaggio non si seppe più nulla, anche se una leggenda Inuit dice che gli uomini vissero con loro per qualche anno prima di morire nel tentativo di lasciare l'Isola di Baffin su una barca da loro costruita. Frobisher fece ritorno a Londra, dove arrivò il 9 ottobre. Fra le cose frettolosamente imbarcate dagli uomini, c'era anche un "pezzo di una pietra nera". Sulla sua superficie, c'erano piccoli frammenti in rilievo. Solo uno dei quattro esperti consultati sostenne che quel minerale contenesse oro, e aggiunse anche che egli "knew how to flatter nature". In ogni caso, i sostenitori di Frobisher -con Michael Lok e la Russia Company in testa- decisero di fare leva su quest'ultima consulenza per mettere insieme nuovi capitali per un'altra spedizione.

### Il secondo viaggio
L'anno seguente, fu organizzata una spedizione molto più imponente della prima. La Regina vendette la nave Ayde, della Marina Reale, alla Company of Cathay e fornì mille sterline per sostenere le spese della spedizione. Alla Company of Cathay fu anche accordata una licenza che concedeva un diritto esclusivo di navigazione in tutte le direzioni tranne l'Est. Frobisher fu nominato Alto Ammiraglio di tutte le Terre e Acque che fosse riuscito a scoprire.
Il 27 maggio 1577 la spedizione, composta (oltre all'Ayde) dalle navi Gabriel e Michael, e con un totale di centocinquanta uomini di complemento inclusi minatori, operai di raffinerie, e soldati, lasciò Blackwall e fece vela dal Nord della Scozia per giungere a Hall's Island all'imboccatura della baia di Frobisher il 17 luglio. Pochi giorni dopo, con una cerimonia solenne, in nome della Regina Frobisher prese ufficialmente possesso dell'intera regione e del lato sud della baia.
Da quel momento, svariate settimane vennero impiegate a raccogliere il minerale, ma furono compiuti pochissimi progressi a livello di esplorazione dell'isola, dal momento che Frobisher era stato esplicitamente invitato dai committenti a "rimandare l'eventuale scoperta del Passaggio a data da destinarsi". Si imbastirono anche lunghe negoziazioni e alcune schermaglie coi nativi, e caparbi ma inutili tentativi di recuperare gli uomini catturati l'anno precedente.
La data di partenza fu il 23 agosto, e la Ayde raggiunse Milford Haven il 23 settembre. La Gabriel e la Michael arrivarono in seguito, separatamente a Bristol e Yarmouth. Frobisher fu accolto e omaggiato dalla Regina a Windsor. Furono effettuati grandi preparativi e affrontate spese ingenti per "setacciare" la mole di minerale trasportato in patria (circa duecento tonnellate). Le operazioni richiesero molto tempo, il che portò a dissapori tra le parti finanziariamente coinvolte.

### Il terzo viaggio
Nel frattempo, la fiducia della Regina e di altri nelle potenzialità dei territori appena scoperti (che lei stessa ribattezzò Meta Incognita) restava salda; fu quindi deciso di allestire la più grande delle spedizioni, con tutto il necessario per stabilire una colonia di cento individui. A Frobisher fu di nuovo data udienza dalla Regina, e Sua Maestà gli pose al collo una pregiata catena d'oro.
Il 3 giugno 1578, la spedizione, composta questa volta da un totale di quindici vascelli, partì da Harwich, e veleggiando attraverso la Manica il 20 giugno raggiunse il Sud della Groenlandia, dove Frobisher con alcuni suoi uomini riuscirono a sbarcare.
Il 2 luglio fu avvistato il promontorio della baia di Frobisher. Il mare in burrasca e le pericolose condizioni del ghiaccio impedirono l'attracco, e oltre a causare l'affondamento del Dennis -un veliero da cento tonnellate- spinsero la flotta dentro un altro stretto (Hudson). Dopo aver percorso circa sessanta miglia lungo questo stretto sbagliato, Frobisher con evidente riluttanza invertì la rotta, e dopo parecchi beccheggi e separazioni fra le unità, la flotta poté finalmente gettare l'ancora in Frobisher's Bay.
Fu compiuto qualche tentativo di trovare una sistemazione per la colonia, e nel frattempo fu imbarcato un grosso quantitativo di minerale. Ma fra i coloni prevalsero il malcontento e il disaccordo, e ciò impedì il successo dell'esperimento. L'ultimo giorno di agosto la flotta partì per il ritorno in Inghilterra, ove giunsero agli inizi di ottobre. Il carico fu subito condotto in un impianto di fusione in Powder Mill Lane a Dartford, nel Kent. Nonostante i vari tentativi, il minerale apparentemente non copriva nemmeno i costi di fusione, e alla fine fu adoperato per l'edificazione di strade.
Questo significò anche la fine dei tentativi di Frobisher di perlustrare il passaggio a nord-ovest.

### Operazioni contro gli spagnoli
Nel 1580 Frobisher prestò servizio col grado di capitano su una delle navi della Regina, col compito di impedire i tentativi della Spagna di appoggiare gli irlandesi nella loro resistenza all'intromissione inglese; nello stesso anno fu insignito della carica di Cancelliere della Royal Navy.
Nel 1585 comandò la Primrose, in qualità di viceammiraglio di Sir Francis Drake nella sua spedizione nelle Indie Occidentali. Poco dopo, il Paese era minacciato dalle incursioni dell'Invincibile Armada e il nome di Frobisher fu uno dei quattro di cui Drake fece menzione in una lettera alla regina, in qualità di "uomini di straordinaria esperienza che questo regno ha". Per gli eccezionali servigi resi a bordo del Triumph, nella dispersione dell'Armada, Martin Frobisher fu nominato Cavaliere. Continuò a incrociare lungo il Canale fino al 1590, quando fu incaricato di comandare una piccola flotta verso le coste della Spagna.

### Gli ultimi anni
Nel 1591 tornò in patria, dove sposò la sua seconda moglie, figlia di Lord Wentworth, diventando allo stesso tempo proprietario terriero nello Yorkshire e nel Nottinghamshire. Trovò comunque poco piacevole la vita di campagna e l'anno seguente assunse il comando di una flotta armata da Sir Walter Raleigh verso le coste spagnole, da dove tornò con un ricco bottino.
Nel novembre del 1594, fu assunto in uno squadrone di soccorso e assalto a Brest, dove rimediò un colpo di pistola a Fort Crozon, una fortezza difesa dagli spagnoli, e a causa della inadeguata assistenza medica morì pochi giorni dopo: il 15 novembre, a Plymouth. I suoi organi furono sepolti nella Chiesa di St. Andrew, nella stessa Plymouth, il 22 novembre. Il suo corpo venne in seguito trasportato a Londra e sepolto a St Giles-without-Cripplegate.

## Lascito
Una delle costruzioni della Queen Elizabeth's Grammar School, a Blackburn, è intitolata a Frobisher, così come uno dei quattro edifici della Bishopsgate School, a Englefield Green. Inoltre, l'incrociatore HMS Frobisher della Marina Reale porta il suo nome, e così anche Frobisher Bay, nella regione canadese di Nunavut.